# アクアトレイン
『アクアトレイン』は、2005年10月7日から2018年11月30日までbayfmで放送されていたラジオ番組。ロックバンド・Aqua Timezがパーソナリティを務める。

## 概要
毎週金曜 23:30 - 23:57放送。ストリーミングは放送翌日の土曜0時更新(金曜深夜)。時間帯によっては聞くことができない場合がある（放送時間中〈金曜23:30-24:00〉の間、接続開始時のみ）。番組内のBGMや楽曲は権利上流すことはできないが、時間の都合でカットされた未放送(トーク)部分を長めにしている。
オンエア楽曲は主にAqua Timezの曲がかかることが多いが、時々メンバーがセレクトした楽曲が流れることもある。
また、毎月1回「リクエストスペシャル」と題して、リスナーからリクエストされたAqua Timezの曲をメインにオンエアする回がある。
定期的に新コーナーを作るが「team AQUA拡大計画」を除き、途中から作られたコーナーは長期間続いたことはないという（当番組内での発言より）。
ゲストが来ている場合は前半にプロフィール紹介、2週に続く場合には、番組のコーナー(例:「早口言葉」「mayukoと太志の恋愛相談」など)をゲストも参加して実施する。そして1週のみまたは2週目の後半では、ゲストの曲やリリース作品の紹介を中心に進行される。
メールを読まれたリスナーには番組特製ステッカーをプレゼントしていたが、番組放送10周年を迎えた2015年10月より、メール内容に対するメンバーからのお返事メッセージを送るようになった。プレゼントを送付するため、メールにはラジオネーム（番組内の名称：アクアネーム）の他に、本名、住所を記入する必要がある(ストリーミングで読まれたリスナーも対象)。

## パーソナリティー
- Aqua Timez

元メンバーのアビコがいたときは太志とアビコ、アビコ脱退後は太志とOKP-STAR、2008年以後は太志と、他のメンバー2人のローテーションとなっている。シングルやアルバムの発売が近い日や年末年始の放送は、メンバー全員で出演することが多い。なお、2018年4月27日放送分から最終回までは、メンバー全員で出演している。

## 番組の歴史
- 2005年10月7日 - 放送開始。第1回の音源は、録音データ破損のため存在しない[1]。番組初期は太志とアビコがレギュラーパーソナリティーを務め、他メンバーはゲストとして不定期で出演していた。
- 2006年3月31日 - この日の放送をもってアビコが番組を卒業。同年4月の放送より、太志とOKP-STARがレギュラーパーソナリティーを務める。
- 2007年3月9日 - 太志が急性声帯炎のため番組を欠席。この日から同年4月6日放送分までは他メンバー4人、4月13日・20日放送分はOKP-STAR・TASSHI・大介がパーソナリティーを務めた。
- 2008年4月19日 - DECKS TOKYO BAY STUDIOにて、番組初の公開録音を行う[2]。
- 2009年10月13日 - bayfm開局20周年・初のベストアルバム発売を記念し「bayfm 20th アニバーサリースペシャル！アクアトレイン公開録音『The BEST of Aqua Timez』」と題して、公開録音を行う。
- 2011年3月11日 - 当日発生した東日本大震災の影響により放送休止。それに伴い、3月中の放送及びストリーミング配信も休止した。
  - 4月1日 - 放送再開。
- 2011年8月26日 - 番組初にして、一度限りの生放送を行う。この時の模様は最終回のストリーミング放送でも配信された。
- 2018年1月5日 - 番組公式Twitter開設[3]。
- 2018年10月20日 - 同年11月30日の放送をもって終了することを発表[4][5]。
- 2018年11月30日 - 最終回放送。「最後なので、最初を聴き直してみよう！」と題し、メンバーそれぞれが初登場した回の音源（太志は前述の理由のため、2005年11月放送分）を流し、番組13年間の思い出を振り返った。

## コーナー

### 番組終了時点で主に募集していたコーナー
- マイノリティーハッピー（mayuko進行）

「こんなことに幸せを感じるのって私だけ？」という、少数派な幸せを感じる瞬間について送ってもらうコーナー。
- 早口言葉（大介進行）

リスナーが投稿した早口言葉にメンバーが挑戦するコーナー。「teamAQUA拡大計画」の次に長く続くコーナーであり、太志いわく「このコーナーが終わったらアクアトレインも終わる」と言われている。毎年新年1回目(または年度始め)の放送では「早口言葉グランプリ」を行い、前年度紹介した中で最も難しかった早口言葉を決める。その際、メンバー各々で選出された早口言葉に挑戦し、言えなかったメンバーは罰ゲームを受ける。
- teamAQUA拡大計画

リスナーからのメールを紹介する、いわゆる「ふつおた」のコーナー。現在主に募集しているものの中では、唯一番組開始から続くコーナーである。2007年度までは「teamAQUA〇〇（〇〇には放送年が入る）」というタイトルだった。
- mayukoと太志の恋愛相談（mayuko・太志進行）

リスナーの恋愛に関する悩みに、mayukoと太志、およびその他のメンバーが答えていくコーナー。その後の経過についてのメールは、「報告のコーナー」で紹介される。

### 過去のコーナー
- もしもAquaが○○だったらシリーズ（もしもAquaが・・・）（TASSHI進行）

Aqua Timezのメンバーを、様々なものや人物などに例えてもらうコーナー。TASSHIの出演回数が少ないため、一時期終了したが、「みんなに愛されてきたコーナーだった」として、2009年3月27日に復活。後期は童話の登場人物にメンバーを当てはめた、物語形式の内容の投稿がメインになった。2014年12月19日放送分をもって終了。
- 変な校則（TASSHI進行）

2016年11月4日の放送で新コーナーとして発表。学校に実際に存在する、珍しい校則について送ってもらうコーナー。2017年10月27日放送分をもって終了。
- 教えて業界用語(TASSHI進行)

2016年11月4日の放送で新コーナーとして発表。様々な職種で使われる専門用語について、クイズ形式で紹介していくコーナー。OKP-STARはこのコーナーを特に気に入っていた。
- 大人の条件って何？（mayuko進行）

2016年11月4日の放送で新コーナーとして発表。リスナーが考える、「大人」の条件について送ってもらうコーナー。
- 方言自慢のコーナー（太志進行）

日本各地の方言を紹介するコーナー。
- 略語のコーナー（太志進行。「リバイバル」ではmayuko進行）

リスナーが普段使っている略語を、クイズ形式で紹介する。後に「略語のコーナーリバイバル」として復活した。
- オープニングクイズ（太志進行）

リスナーが投稿したクイズに、メンバーが挑戦するコーナー。難易度付けがされており、その難易度とクイズの正解数によって太志が他メンバーやゲストにハワイ旅行や世界一周旅行をプレゼントする、という設定になっている。
- 「いただきます！」のコーナー(給食のコーナー)

給食にまつわる思い出やその地域限定の給食メニューについて送ってもらうコーナー。
- 「ありがとう・ごめんなさい」のコーナー（太志・mayuko進行）

普段は言えない感謝や謝罪のメッセージをラジオを通して伝えるコーナー。

## エピソード
2010年5月14日放送分にて、手術を控えた少年の父親から「彼に何かメッセージを送ってほしい」という内容のメールが届いた。その際太志は「元気になって絶対ライブで会う」という約束のもと、メッセージの代わりにその少年に向けて曲を作ることを宣言し、『風に吹かれて』（13thシングル『真夜中のオーケストラ』、4thフルアルバム『カルペ・ディエム』収録曲）が作られた。

## ゲスト
- 日華（2007年7月6日）
- ナオト・インティライミ（2006年11月3日・10日、2010年7月2日・9日） - 大介・mayuko・TASSHIの母校、中央大学軽音部の後輩。
- 中村中（2012年4月6日・13日） - 6日放送分では、中村と太志・大介でセッションを行い、『決意の朝に』『風立ちぬ』を演奏した。
- SOFFet（2012年5月18日・25日、2013年9月6日・13日） - 2012年5月18日・25日放送分のストリーミングではこの日の放送に加え、放送休止となった2011年3月11日・17日放送分も配信された。
- 山猿（2012年11月9日・16日、2014年11月7日・14日、2015年4月10日・17日）
- 木村世治(ZEPPET STORE)（2012年11月30日）
- 三浦サリー（2013年5月10日）
- 石崎ひゅーい（2014年6月27日）
- モチヅキヤスノリ（2014年11月21日・28日） - 「Aqua Timez Shoes and Stargazing Tour 2014」のサポートキーボディスト。
- Misono（2015年2月27日・3月6日）
- トミタ栞（2015年5月29日・6月5日）
- GILLE（2016年3月4日・11日）
- MICRO(HOME MADE 家族)（2016年12月2日）
- Shout it Out（2016年12月9日）
- GOMESS（2018年4月20日）